# Формирования реактивной артиллерии Красной армии (1941—1945)
Формирования реактивной артиллерии (гвардейских миномётных частей (ГМЧ)) Красной армии — формирования (воинские части и соединения) реактивной артиллерии Красной армии, сформированные в период 1941—1945 годов.

## История
Формирования реактивной артиллерии Красной Армии начались с постановления Центрального комитета ВКП(б) «О развертывании серийного производства снарядов М-13, пусковых установок БМ-13 и формировании частей реактивной артиллерии» от 21 июня 1941 года. 28 июня 1941 года вышла директива командующего войсками Московского военного округа (МВО) № 10864 «О сформировании первой экспериментальной батареи реактивных установок РС-132», командиром которой стал капитан И. А. Флёров.
Первым этапом в формировании полевой реактивной артиллерии (РА) стала Директива ГШ РККА № Орг/2/524416 от 1 июля 1941 года «О сформировании тридцати артиллерийских батарей М-13».
29 июля 1941 года И. В. Сталин подписал Приказ НКО СССР № 0061 по которому в составе Главного артиллерийского управления (начальник ГАУ — генерал-полковник Н. Д. Яковлев) создавался Отдел специального артиллерийского вооружения (ОСАВ) для формирования, обеспечению материальной частью и боеприпасами, организации валового производства и приёмки нового вооружения, ведение опытных работ по дальнейшему развитию специальному вооружению, боевой подготовке и инспектирование частей, вооруженные установками М-8 и М-13. Начальником Отдела САВ и зам. начальника ГАУ РККА по спец. вооружению назначен военинженер 1-го ранга В. В. Аборенков.
Вторым этапом в развитии РА с августа 1941 года стало переформирование особых артиллерийских батарей М-13 в отдельные артиллерийские дивизионы (оад) и формирование новых отдельных гвардейских миномётных дивизионов (огмдн).
С выходом Постановления Государственный Комитет Обороны (ГОКО) ГКО № 392сс от 4.08.1941 года «О сформировании одного гвардейского миномётного полка М-13» и Приказа № 04 СВГК РККА от 8.08.1941 года «О сформировании восьми гвардейских миномётных полков М-8 и М-13», получившие название «Катюша» — начался третий этап в развитии РА.
Постановлением ГКО № ГКО-642сс от 8.09.1941 года — Гвардейские минометные части (ГМЧ) выделялись из состава ГАУ РККА, а для руководства ими вводилась должность командующего ГМЧ РККА. Командующим ГМЧ СВГК РККА был назначен военинженер 1-го ранга Аборенков Василий Васильевич (с освобождением от прежней должности). Особая значимость частей РА отмечалось тем, что только им при формировании сразу присваивались почётные звания «Гвардейские», отсюда и их общее название — Гвардейские миномётные части (ГМЧ), а Командующий ГМЧ РККА являлся заместителем Народного комиссара обороны СССР (НКО СССР) и подчинялся непосредственно Ставке Верховного Главнокомандования Красной Армии (СВГК РККА). А также и тем, что только для нового вида артиллерии был создан Наркомат миномётного вооружения СССР (преобразован из Наркомата общего машиностроения СССР — Указ ПВС СССР от 26 ноября 1941 года). Народным комиссаром миномётного вооружения назначен П. И. Паршин. На первом этапе становления ГМЧ курировал Г. М. Маленков.
С увеличением количества ГМЧ, для лучшего управления и снабжения ими, в сентябре 1941 года были сформированы фронтовые, а затем и армейские оперативные группы ГМЧ (ОГ ГМЧ и АОГ ГМЧ).
Осенняя распутица и ранняя зима 1941 года выявила серьёзный недостаток боевых машин (БМ) на базе ЗИС-6 — плохая проходимость и манёвренность. Поэтому срочно встал вопрос о замене базы для БМ на другие. Выбор пал на лёгкие танки Т-40 и Т-60 для М-8 и на трактор СТЗ-5-НАТИ для М-13 (постановление ГКО № ГКО-726сс от 30.09.1941 года).
Постановлением ГКО № 907сс от 17.11.1941 года — принимало на вооружение пусковые установки (ПУ) на конной тяге с переменным колёсно-санным ходом, а с 15.11.1941 года, монтаж ПУ на ЗИС-6, из-за эвакуации производственных мощностей ЗИСа, — прекращена.
Постановлением ГКО № 924сс от 20.11.1941 года утвердило монтаж пяти ПУ по две М-8 и двух ПУ М-13 по одной на бронеплощадках Отдельных особых дивизионов бронепоездов (ООДБП). 
Отсутствие подвижного состава для ПУ — резко снизило формирование новых ГМЧ. Поэтому на основных направлениях командованию ГМЧ пришлось расформировывать Гвардейские миномётные полки (ГМП) и направлять их в войска по-дивизионно. К январю 1942 года на фронтах из четырнадцати существовавших полков осталось пять: М-8 — 3, М-13 — 2 и 74 огмд: М-8 — 31, М-13 — 43 и одна отдельная батарея М-13 (гв. оминбатр). И только с появлением ленд-лизовских автомашин, вышел Приказ СВГК № 0010 от 14.01.1942 года и Постановление ГКО № 1152сс от 15.01.1942 года, вновь возобновилось формирование полков.
Из-за чрезвычайного положения с боеприпасами для ГМЧ, сложившийся на Ленинградском фронте, оборонным заводам Ленинграда, в мае 1942 года было поручено организовать производство собственных реактивных мин — МТВ-280, больше известный как М-28 и МТВ-320 (МТВ — мина тяжёлая вращающаяся).
Постановлением ГКО № ГОКО-1867сс от 4.06.1942 года принимались на вооружение реактивные снаряды (РС) М-20 (для БМ-13 и рам на 6 РС) и М-30 (рамы на 4 РС). Но РС М-20, из-за малым фугасным и осколочным действием, а также недостаточную плотность огня, в 1943 году — снят с вооружения. А с принятием рам М-30 — началось формирование тяжёлых дивизионов М-30, в дальнейшем, по три — четыре дивизиона, сводили в полки.
На 4 июля 1942 года ГМЧ РККА имела 216 огмд, из них 30 огмд в составе десяти ГМП М-8 и 132 огмд в составе сорока четырёх ГМП М-13, остальные, как отдельные дивизионы: 23 — М-8, 19 — М-13, 12 — М-30. 19 ноября 1942 года в ГМЧ РККА насчитывалось 365 огмд: 76 — М-8, 204 — М-13, 85 — М-30. Из них 186 огмд в составе полков М-13, 57 огмд в полках М-8, 16 огмд в полках М-30, 106 огмд — были отдельными.
В сентябре 1942 года, когда противник подошел к Кавказу, возникла необходимость в создании горных батарей РА. Постановлением ВС ЧГВ Закавказского фронта № 00107 от 27.09.1942 года подписанный маршалом С. М. Будённым и Приказом командующего ЧГВ ЗакФ № 0061 генерал-полковника И. Е. Петрова, было разработано и создано 48 горных ПУ М-8-8 для 12-и горно-вьючных батарей и 8 ПУ М-8-12 для одного дивизиона бронедрезин и 4 ПУ М-8-12 для катеров Черноморского флота ВМФ СССР (ЧФ) 
Первые шесть тяжёлых гвардейских миномётных бригад (ТГМБр) и три тяжёлых гвардейских миномётных дивизий (ТГМД) появились с выходом Приказа № 00244 СВГК РККА от 26 ноября 1942 года.
29 ноября 1942 года Приказом ВМФ СССР № 00403 принималось на вооружение морские пусковые установки М-8-М (прототип М-8-8) и М-13-М I (прототип М-13-16) на малые и большие бронекатера.
В декабре 1942 года на вооружение был принят новый фугасный снаряд М-31 (рама на 8 РС), которыми начали комплектовать новые бригады М-31, а с 1.02.1943 года прекращалось производство РС М-30.
На 1.01.1943 года ГМЧ РККА имели:
- отдельных дивизионов — М-8 — 23, М-13 — 18, М-30 — 13;
- полков — М-8 — 19, М-13 — 79;
- бригад — М-30 — 17;
- дивизий — 4.

Всего — 432 дивизиона.
В апреле 1943 года на вооружение ГМЧ была принята унифицированная ПУ М-13Н («Н» — нормализованная), заменившую устаревшую ПУ БМ-13. Установка М-13Н, кроме конструктивных изменений, выполнена как отдельный агрегат и могла монтироваться на шасси любой марки автомобиля.
Для лучшего взаимодействия между реактивной и ствольной артиллерией 29.04.1943 года вышло Постановление ГОКО № 3266сс о переподчинении ГМЧ СВГК РККА — командующему артиллерии РККА (УКАРТ РККА) (командующий УКАРТ РККА — генерал-полковник артиллерии Н. Н. Воронов). Теперь командующий ГМЧ РККА одновременно становился и заместителем командующего артиллерии РККА по ГМЧ. На эту должность назначен генерал-майор артиллерии П. А. Дегтярёв. Части ГМЧ вместо приписки «СВГК» в конце наименования получили приписку — «РГК» (резерв главного командования (артиллерии)).
К концу 1943 года ГМЧ РККА состояли из семи дивизий (20 бригад), 13 отдельных бригад М-31, 96 полков М-13, 19 полков М-8, 30 отдельных дивизионов М-13 и 8 отдельных дивизионов М-8.
В начале 1944 года на вооружение были приняты РС улучшенной кучности (УК) — М-13-УК и М-31-УК, которые, хоть и уменьшали дальность стрельбы М-13 с 8470 до 7900 м, а М-31 — с 4325 до 4000 м, но увеличивали кучность РС М-13 в 3 раза, РС М-31 — в 6 раз.
Постановлением ГКО № 6029сс от 9.06.1944 года на вооружение ГМЧ РККА принималась новая ПУ для М-31 — М-31-12, которая резко увеличивала манёвренность и скорострельность ТГМБр и ТГМД. Единого названия ни рамы М-30 и М-31, ни БМ 31-12 — не имели. В частях их называли по-разному — и «Новая „Катюша“», и «Андрюша», и «Лука», и «Лимонка» и т. д. 
11.07.1944 года постановлением ГОКО № 6167сс принималась на вооружение ВВС РККА установки М-13 (балки УРО-132) для самолётов Ил-2 (по 4 снаряда на самолёт), заменившие установки (балки РО) М-8.
Для единого руководства боевым использованием ГМЧ выходит Приказ НКО СССР № 0031 от 2.08.1944 года о реорганизации ГМЧ КА. Должность Командующего ГМЧ РККА ликвидирована, вместо неё вводится должность заместитель Командующего артиллерии по ГМЧ РККА. Штаб ГМЧ РККА переформирован в отдел и введен в состав Штаба артиллерии РККА. Штаб формирований ГМЧ РККА переформирован в Учебный лагерь ГМЧ РККА. Должности начальников ОГ ГМЧ фронтов и армий — ликвидированы. Вместо них — заместитель командующего артиллерии по ГМЧ фронтов и армий.
14 октября 1944 года Постановлением ГОКО № 6724сс на вооружение был принят РС М-13-ДД (двухкамерный двигатель), увеличивающий дальность стрельбы РС М-13 до 11,7 км.
К началу 1945 года была принята на вооружение 10-и зарядная ПУ со спиральными направляющими М-13-СН, которая увеличивала кучность РС М-13 в 3,2 раза, М-13-УК — в 1,1 раза, М-13-ДД в 1,5 раза, а у РС М-20 — в 3,3 раза.
В Берлинскую наступательную операцию для ведения уличных боев в бригадах были сформированы 2—3 штурмовые группы по 10—12 человек, которые успешно применяли однозарядные переносные пусковые станки (ППС) М-30.
ГМЧ РККА к концу Великой Отечественной войны имели 40 отдельных дивизионов (38 М-13 и 2 М-8), 115 полков (96 М-13 и 19 М-8), 40 бригад (27 М-31 и 13 М-31-12) и 7 дивизий — всего 519 дивизионов.
В годы Великой Отечественной войны произошёл быстрый рост количества вооружения реактивной артиллерии: с июля 1941 года по декабрь 1944 года оборонная промышленность СССР изготовила 10 114 самоходных многозарядных пусковых установок, в том числе 2 086 единиц — БМ-8, 6844 единиц — БМ-13 и 1184 единиц — БМ-31-12, а также более 12 570 000 реактивных снарядов всех типов и калибров, из которых было израсходовано в ходе боевых действий более 7 487 000.
Ниже приведён перечень формирований Гвардейских миномётных частей Красной Армии (ГМЧ РККА) за период с 1941 по 1945 год.

## Командование ГМЧ РККА
| Командиры | дата формирования |
| --- | --- |
| Командующий ГМЧ СВГК РККА военинженер 1 ранга / полковник / генерал-майор (19.01.1942) / генерал-лейтенант (25.03.1943) артиллерии В. В. Аборенков (с 8.09.1941 по 29.04.1943, с 19.05.1940 — нач-к Отдела по реактивному вооружению, с 29.07.1941 — нач-к Отдела спец. арт. вооружения (ОСАВ) ГАУ РККА и зам. нач. ГАУ РККА по спец. арт. вооружению (Приказ НКО СССР № 0061 от 29.07.1941), с 4.05.1942 до 1946 — начальник Главного военно-химического управления РККА (ГВХУ РККА)); Начальник штаба ГМЧ СВГК РККА полковник Шмаков Владимир Алексеевич (с 8.09.1941, затем — нач-к ЦФ ГМЧ РККА), полковник / генерал-майор Быков Александр Андреевич (с 11.11.1941 — Постановление ГКО № 889сс от 11.11.1941); Член ВС при командующем ГМЧ СВГК РККА полковой комиссар (2.06.1940) / бригадный комиссар (1.12.1941) / дивизионный комиссар (24.03.1942) / генерал-майор (25.07.1942) / генерал-лейтенант артиллерии (28.09.1943) Дегтярёв Пётр Алексеевич (с 8.09.1941, с 29.04.1943 — зам. командующего артиллерии РККА и командующий ГМЧ РККА (Постановление ГКО № 3266сс от 29.04.1943), с 2.08.1944 — замком арт. РККА по ГМЧ (Приказ НКО СССР № 0031 от 2.08.1944)); Член ВС при командующем ГМЧ генерал-майор арт. Гайдуков Лев Михайлович (с 8.09.1941, с 29.04.1943 — член ВС арт. РККА); Зам. ком. ГМЧ СВГК РККА генерал-майор арт. Кулешов Павел Николаевич (с апр. 1943, с 9.1944 — зам нач. штаба арт. РККА по ГМЧ, в 1945 — нач-к инженерно-ракетного факультета Академии им. Дзержинского); Член ВС при командующем ГМЧ СВГК РККА Фирюбин Николай Павлович (с 8.09.1941); Начальник Центра формирований ГМЧ СВГК РККА полковник Шмаков Владимир Алексеевич (с 1942, с 23.10.1941 по 1942 — НШ Ценра формирований, с 9.1943 — Нач. ОГ ГМЧ СтепФ); Начальник штаба Центра формирований ГМЧ СВГК РККА подполковник Задорин Виталий Иванович (с 9.1941, с 7.1943 — НШ ОГ ГМЧ БрянФ); Начальник отдела формирований и кадров командующего ГМЧ СВГК РККА подполковник / полковник Байваков Иван Кузьмич (с 9.1941); Начальник отделения формирования ОФ и К майор Тронев Иван Петрович (с 9.1941, с 1944 — ком-р 66 ГМП), майор Шеханов (9.1941); Штаб формирования ГМЧ СВГК РККА в 8.1944 переименован в Учебный лагерь ГМЧ РККА (г. Москва) (Приказ НКО СССР № 0031 от 2.08.1944) — командующий полковник Матыгин Дмитрий Евдокимович (до 7.1945), полковник Юсупов Барий Абдуллович (с 7.1945); замком по политчасти подполковник Артамонов Яков Яковлевич (6.1945); | Постановление ГКО № ГКО-642сс от 8.09.1941 — о формировании ГМЧ РККА и подчинении их СВГК КА; Постановление ГКО № 3266сс от 29.04.1943 — ГМЧ переподчинены Командующему артиллерии КА; Приказ НКО СССР № 0031 от 2.08.1944 — реорганизован; |

## Учебные заведения для ГМЧ РККА
| Формирование | Командиры | Примечания |
| --- | --- | --- |
| 1-е Московское гвардейское миномётно-артиллерийское Краснознамённое ордена Красной Звезды училище имени Л. Б. Красина | Нач-к (1 МКАУ) полковник / генерал-майор арт. Бажанов Юрий Павлович (с 1938 до 1.1942, с 3.1942 — Нач-к ОГ ГМЧ СЗФ), генерал-майор арт. Вовченко Максим Лаврентьевич (с 1944, в 1943 — нач-к штаба УКАРТ 1 гв. А); Нач-к курсов усовершенствования офицерского состава (КУОС) при 1-м МКАУ полковник Дегтярев Михаил Филимонович (с 12.1941);                                   | 1-е Московское Краснознамённое артиллерийское училище (1 МКАУ) (В 1945 — 1-е гвардейское миномётно—артиллерийское Московское Краснознамённое ордена Красной Звезды училище имени Л. Б. Красина); В 10.1941 из курсантов уч-ща был сформирован полк (5 д-нов, из них — 2-й отд. арт. д-н (уст-ки М-13)), который действовал с 5.10.1941 по 15.11.1941 в составе 16 А Московской зоне обороны; Приказом НКО СССР № 0432 от 17.11.1941 — училище передавалось ГМЧ РККА для подготовки лейтенантов и младших воентехников, присвоено почетное звание — «Гвардейское» и предписывалось передислоцироваться в г. Миасс Челябинской обл., а территория и здания передавались Штабу формирований ГМЧ; В начале октября 1941 — Штаб формирований ГМЧ переведен в г. Арск Тат АССР (в 2.1942 — расформирован), но 23.10.1941 года создан второй Штаб формирования ГМЧ (Лефортово, шк. № 443); Первый ускоренный выпуск командиров для ГМЧ РККА (195 чел.) — 3.01.1942, а в течение 1—4.1942 — ещё 4 ускоренных выпуска переподготовленных курсантов (697 чел.). В дальнейшем, срок обучения — 6 мес. с осени 1942 — увеличен до 8 мес., с 8.10.1943 — увеличен до 18 мес., в 1944 уменьшен до 1 года, а в 1945 — снова 18 месяцев; С 1.12.1941 начал действовать Курсы усовершенствования офицерского состава (КУОС); 1.06.1944 училище возвратилось в Москву; 24.06.1945 принимало участие в Параде Победы; Всего за годы войны 1-й МКАУ подготовил 2725 офицеров, а на КУОС — 1371 офицер; |
| 2-е Омское гвардейское миномётно-артиллерийское училище                                                               | Нач-к уч-ща майор Синельник Федор Саввич (с 19.03.1941 — 17.07.1941), г-м арт. Оленин Иван Алексеевич (с 17.07.1941 — 24.11.1941), генерал-майор арт. Грудяев Павел Осипович (с 2.12.1941 — 19.02.1945), генерал-майор арт. Солодченко Иван Гаврилович (с 19.02.1945, быв. нач-к 1-го Лен. арт. училища (2.1941 — 1943), ком-й арт. 39 А (1944));                               | С 6.05.1941 базировался в г. Омске как Омское училище зенитной артиллерии, с 10.06.1942 — Омское миномётное училище, Приказом НКО СССР № 0575 от 26.07.1942 — с 1.08.1942 реорганизован в Омское артиллерийско-миномётное училище с подчинением СВГК РККА, а Приказом НКО СССР № 00244 от 26.11.1942 переименован во 2-е гвардейское миномётно-артиллерийское училище (2-е ГМАУ); С осени 1942 срок обучения увеличен с шести до восьми месяцев, с 10.1943 устанавливался до 18 месяцев, в 10.1944 — уменьшен до 1 года, а в 1945 снова увеличен до 18 месяцев; В 1942 созданы специальные трёх-четырёх месячные курсы по подготовке автотехников и арт. техников — электриков; В 1943—1944 — действовали курсы усовершенствования офицерского состава (КУОС) для ГМЧ; Расформирован — 30.09.1945; Всего за годы войны 2-й ГМАУ подготовил 2023 офицера, а на КУОС — 442 офицера; |
| 1-я Учебная бригада Гвардейских миномётных частей КА                                                                  | Ком-р (1-й УБ ГМЧ РККА) генерал-майор арт. Росляков Алексей Григорьевич (с 1.1943 до 9.1944, затем — нач-к арт. 193 СД), полковник Гаврилов Алексей Александрович (с 1944, быв. ком-р 66 ГМП); замком подполковник Маяцкий Федор Павлович (9.1944); | Сформирована 15.08.1942 в г. Горьком (г. Зелёный) на базе учебного минометного полка (18-й учебный (запасной) полк) — Приказ НКО СССР № 00160 от 1.08.1942; Срок обучения от 3 до 6 месяцев; Состав: 3-и д-на для подготовки мл. начсостава и 4-е д-на для подготовки рядового состава; ком-р 1-го д-на майор Ровнов Александр Иванович (1945); нш 1-го д-на капитан Хренов Иннокентий Иванович (с 6.1943); |
| 2-я Учебная бригада Гвардейских миномётных частей КА                                                                  | Ком-р (2-й УБ ГМЧ РККА) полковник Гражданкин Виктор Иванович (с 7.1942, с (26.11) 15.12.1942 — ком-р 1 ГМД), полковник Юсупов Барий Абдуллович (с 8.1944, с 7.1945 — ком-й Уч. лагеря ГМЧ РККА, и в 9.1945), полковник Алексеев Кузьма Васильевич (с 7.1945); Нач. штаба ГУМБр подполковник Васильков Борис Корнилович (с 6.1944), майор Терентьев Александр Петрович (9.1945); | Сформирована в г. Москве 15.08.1942 — Приказ НКО СССР № 00160 от 1.08.1942, в 7.1944 — передислоцирована в г. Покров Владимирская обл., расформирована — в 10.1945; В составе 1 ГМД; Срок обучения от 3 до 6 месяцев; Состав: 3-и д-на для подготовки мл. начсостава и 4-х д-нов для подготовки рядового состава; ком-р 1-го д-на майор Зеленюк Максим Тимофеевич (7.1944); ком-р 4-го д-на капитан Киселев (7.1944); пнш по у/ч и ком-р д-на майор Глебов Владимир Васильевич (с 6.1944); |
| 13-й Отдельный гвардейский учебный автомобильный полк ГМЧ КА                                                          | Ком-р (13 ОГУ АП ГМЧ) полковник Хилобок, Спиридон Тимофеевич (с 1944, быв. ком-р 219 ТБр, 17.08.1943 — ранен); нач. штаба майор Чернов Савелий Иванович (1945, в 9.1944 — ком-р уч. бат-на); | «Кузница» водителей для ГМЧ РККА; Сформирован 15.02.1942, как Учебный автобат, а затем развернут в полк — Постановление ГКО № 1713сс от 8.05.1942 и Приказ СВГК РККА № 0086 от 8.05.1942; ком-р уч. бат-на майор Власенко Сергей Дмитриевич (1945); ком-р 1-го бат-на капитан Паничев (1944), ст. л-т Рыбак Петр Алексеевич (1945); ком-р 2-го бат-на капитан Душак Иван Павлович (1945); ком-р в-да л-т Моисеенко Фотий Иванович (с 17.10.1942); |
| 52-й Отдельный учебный дивизион резерва офицерского состава ГМЧ КА                                                    | Ком-р (52 ОУД РОС ГМЧ РККА) майор Шекунов Михаил Семенович (до 9.1945), подполковник Капацын Дмитрий Кондратьевич (с 9.1945); | Сформирован 15.05.1942 в Москве — Постановление ГКО № 1713сс от 8.05.1942 и Приказ СВГК РККА № 0086 от 8.05.1942; ком-р батареи ст. л-т Петров Борис Дмитриевич (1945); |
| Артиллерийская академия имени Ф. Э. Дзержинского                                                                      | Нач-к Академии — генерал- полковник арт. Хохлов Василий Исидорович (1945, в 1944 — зам. нач. ГАУ РККА); нач-к 6-го факультета генерал-майор / генерал- лейтенант Кулешов Павел Николаевич (с 6.1945); | В 1944 году, с целью подготовки высококвалифицированных инженерных кадров для военной приемки и органов артиллерийского снабжения, на факультете боеприпасов создано специальное отделение реактивного вооружения — 12 слушателей; В 1945 отделение развернуто в факультет реактивного вооружения (6-й факультет). Факультет был укомплектован слушателями отделения и студентами старших курсов гражданских ВУЗов. 1-й курс — 47 слушателей, 2-й — 36, 3-й курс — 39, 4-й курс — 36, 5-й курс — 12, всего — 170 слушателей; |
| Высшая офицерская артиллерийская школа КА                                                                             | | Подготовка для ГМЧ командиров дивизионов и полков — с 1943 по 1945. Подготовлено 23 командира д-нов и 14 ком-ров полков; |
| Высшая офицерская штабная артиллерийская школа КА                                                                     | Нач-к школы — генерал- лейтенант Стеснягин Василий Прохорович (1945, в 1942 — начарт 31 А, в 1943 — Нач-к 3-го Лен. арт. уч-ща); | Подготовка для ГМЧ начальников штабов полков и бригад — с 1943 по 1945. Подготовлено 21 начальник штаба полков и 21 начальник штабов бригад; |
| Курсы младших лейтенантов ОГ ГМЧ фронтов                                                                              | Нач-к курсов мл. л-тов ГМЧ СЗФ — майор / подполковник Клячкин Лазарь Иосифович (с 1.1943, с 11.1944 — замком 30 ГМБр); | Сформированы при штабах ОГ ГМЧ КА фронтов; |
| Школа сержантского состава                                                                                            | Нач-к ШСС 2-й ГМБр майор Калинин Гавриил Матвеевич (с 17.01.1945); Нач-к школы 316-го гмп — капитан Потапенко Григорий Иванович (с 1943); | Сформированы при частях — полках, бригадах и дивизиях; |

## Денежное довольствие
- Приказ Ставки Верховного Главнокомандования (СВГК РККА) № 066 от 25 января 1942 года «О денежном довольствии личного состава гвардейских миномётных частей»: «Всему начальствующему (высшему, старшему, среднему и младшему) составу гвардейских миномётных частей с 1 января 1942 года установить полуторный, а бойцам двойной оклад содержания, как это установлено для гвардейских частей»[27];
- Приказ СВГК РККА № 0048 (п. 23) от 9 марта 1942 года оперативным группам ГМЧ фронтов и армий, 1-му Московскому Краснознамённому гвардейскому миномётно-артиллерийскому училищу и Штабу миномётных частей с 1 марта 1942 года устанавливался полуторамесячный оклад содержания, и на них распространялись все льготы и преимущества, предоставляемые гвардейским частям;
- Приказ НКО СССР № 00244 от 26 ноября 1942 года (Приложение № 2 «Мероприятия по материальному обеспечению гвардейских миномётных частей», пункт 11) 2-му Омскому гвардейскому миномётно-артиллерийскому училищу, постоянному составу Штабу формирований ГМЧ, учебных бригад и учебного автополка, работникам Главного управления гвардейских миномётных частей — выплачивать с 1 ноября 1942 года полуторамесячный оклад содержания и распространить на них все льготы и преимущества, предоставляемые гвардейским частям;

## Фотогалерея
- БМ-13-16 на шасси ЗИС-6 в ВИМАИВиВС
- БM-13 "Kaтюша" на базе СТЗ-5-НАТИ (Новомосковск).
- БМ-13Н на шасси Студебекер ЮС6 в Музейном комплексе УГМК
- Пусковая установка М-30 образца 1942 года. Музейный комплекс УГМК.
- Пусковые установки М-31, 1945 год, битва за Познань
- Реплика БМ-8-24 на базе танка Т-60 в Музейном комплексе УГМК
- Реплика БМ-8-48 на Chevrolet G7117 в Музейном комплексе УГМК
- Парадный расчёт БМ-31-12 на шасси «Студебекеров» на параде Победы 9 мая 1945 года
- БМ-31-12 на шасси ЗИС-151 в музее в Тольятти

## Память
- Руководство Советского Союза высоко оценило подвиги ГМЧ РККА. Во многих городах и населённых пунктах были установлены монументы и памятники «Катюшам», увековечивающие память гвардейцам-миномётчикам.
- К 55-й годовщине победы в Великой Отечественной войне ЦБ РФ 4 мая 2000 года выпустил двухрублёвую памятную монету «Город-герой Смоленск», где изображены две БМ «Катюши».
- В 1963 году Почта СССР выпустила марку № 2867 из серии «Великая Отечественная война 1941—1945 гг.», посвящённая 20-летию битвы на Волге, где изображены советский воин, колонна военнопленных гитлеровцев и установка «Катюша».
- В 1985 году Почта СССР выпустила марку № 5618 — ВОИНЫ И БОЕВАЯ ТЕХНИКА ВООРУЖЕННЫХ СИЛ из серии «40 ЛЕТ ПОБЕДЕ СОВЕТСКОГО НАРОДА В Великой Отечественной войне 1941 — 1945 гг.», где изображена установка «Катюша»[39].
- В 2012 году Почта России выпустила марку посвящённую боевым подвигам советских войск под г. Вязьма, где изображена ПУ "Катюша" на базе СТЗ-5-НАТИ.

- Почта России, 2020 г.
- Малый лист, почта России, 2020 г.
- Почтовая марка СССР 1963 г., посвященная 20-летию битве на Волге.
- Почтовая марка СССР № 5618. 1985. 40-летие Победы.
- Марка почты России 2012 г.
- Реверс памятной монеты номиналом 2 рубля серии "Города-герои" 2000 г. - Смоленск. "Катюши".
- Марка почты России, 1994 г.
- Марка СССР 1975 г. 30 лет Победы.
- Почтовый блок России, 2004 г.
- Марка 2010 г. Елец.
- Марка 2009 г. Ржев.
- Марка России, 1994 г.
- Почтовый блок России, 2002 г.
- Пошта України, 1994 г.